# Malik Zidi

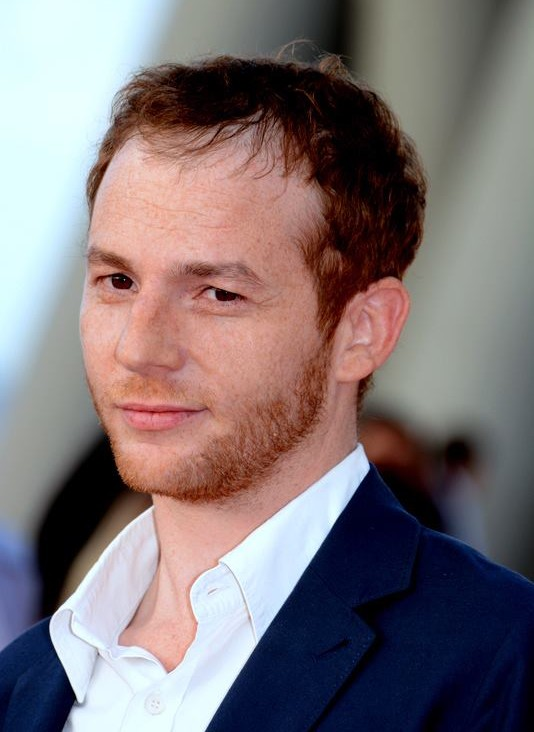
Malik Zidi (2013)

Malik Zidi (* 14. Februar 1975 in Saint-Maur-des-Fossés) ist ein  französischer Schauspieler.

## Biografie
Malik Zidi ist der Sohn eines algerischen Informatikers und einer bretonischen Apothekerin. Im Alter von 18 Jahren zog er nach Paris, um zu studieren. Sein wissenschaftliches Studium brach er zu Gunsten eines Schauspielstudiums bei Véronique Nordey wieder ab. Neben kleineren Theaterengagements debütierte er 1998 in den beiden Dramen Offene Herzen und Place Vendôme auf der Leinwand. Für seine Darstellung des Franz in der von François Ozon inszenierten Tragödie Tropfen auf heiße Steine wurde Zidi 2001 zum ersten Mal als bester Nachwuchsdarsteller für den französischen Filmpreis César nominiert. Mit insgesamt vier Nominierungen hält er den Rekord in dieser Kategorie.

## Filmografie (Auswahl)
- 1998: Offene Herzen (Les corps ouverts)
- 1998: Place Vendôme
- 2000: Tropfen auf heiße Steine (Gouttes d’eau sur pierres brulantes)
- 2000: Zurück in die Vergangenheit (Deuxième vie)
- 2002: Mutterseelenallein (Froid comme l’été)
- 2004: Changing Times (Les temps qui changent)
- 2006: Vögel des Himmels (Les oiseaux du ciel)
- 2008: Geliebte Clara (Clara)
- 2009: Ex
- 2011: Rebellion (L’ordre et la morale)
- 2015: Made in France – Im Namen des Terrors (Made in France)
- 2016: Marie Curie
- 2017: Gauguin (Gauguin – Voyage de Tahiti)
- 2019: Was mir von der Revolution geblieben ist (Tout ce qu’il me reste de la révolution)
- 2019: Play
- 2019: Vers la bataille
- 2021: Gloria (Miniserie, 6 Episoden)
- 2021: Oxygen
- 2024: Der Seelenfänger (Le mangeur d’âmes)

## Auszeichnung (Auswahl)
- César 2001: Nominierung als Bester Nachwuchsdarsteller für Tropfen auf heiße Steine
- 2001: EFP Shooting Star, Berlinale 2001
- César 2003: Nominierung als Bester Nachwuchsdarsteller für Un moment de bonheur
- César 2005: Nominierung als Bester Nachwuchsdarsteller für Changing Times
- César 2007: Bester Nachwuchsdarsteller für Les amitiés maléfiques